# Amorpheae
Amorpheae là tông thực vật thuộc họ Đậu.
Các chi sau thuộc tông này đã được USDA công nhận:
- Amorpha L.
- Apoplanesia C. Presl
- Dalea L.
- Errazurizia Phil.
- Eysenhardtia Kunth
- Marina Liebm.
- Parryella Torr. & A. Gray
- Psorothamnus Rydb.

## Hình ảnh

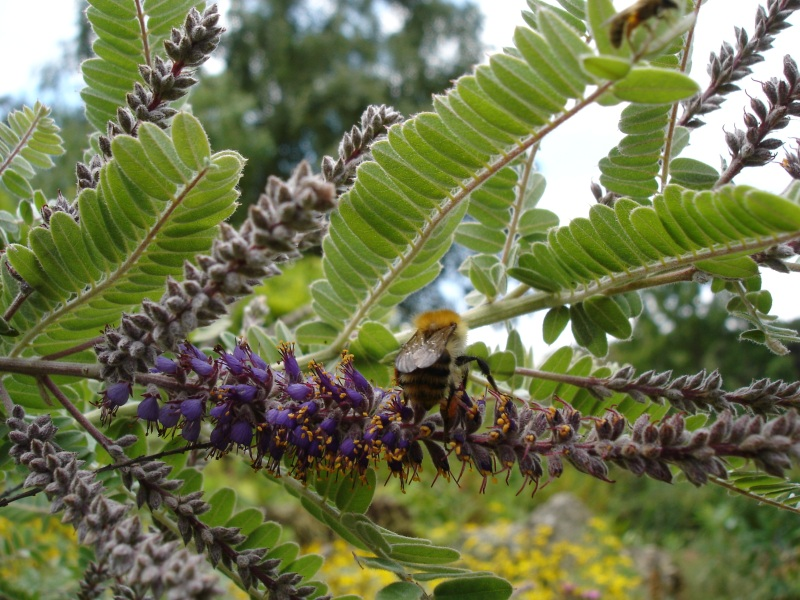